# Les 7 Doigts de la main
Les 7 Doigts de la main (en francés), que a veces se abrevia como Les 7 Doigts, y que también son conocidos como The 7 Fingers (en inglés), es una compañía de circo contemporáneo canadiense, con sede en Montreal, fundada en 2002. Su trabajo se caracteriza por la innovación artística en sus espectáculos, en la que se mezclan circo, teatro, danza y música.

## Historia
Les 7 Doigts es un colectivo fundado en 2002 por siete artistas de circo que trabajaban en el Cirque du Soleil: Shana Carroll, trapecista, Isabelle Chassé, contorsionista aérea, Patrick Léonard, actor y malabarista, Faon Shane, artista de circo multidisciplinar, Gypsy Snider, payasa, Sébastien Soldevila, acróbata y Samuel Tétreault, equilibrista. El nombre de la compañía hace alusión a los siete fundadores y a la manera de trabajar del colectivo.
Desde 2003, el director general de la compañía es Nassib El-Husseini, un politólogo y consultor de organizaciones gubernamentales y no gubernamentales, tanto en Canadá como en el extranjero, de origen libanés.
El 14 de julio de 2016, se creó Les 7 Doigts Foundation, para apoyar la creación, producción y difusión de nuevos espectáculos, y para ofrecer residencias artísticas, talleres, tutorías artísticas, seminarios, entre otros.
Hasta finales de 2017, la sede de Les 7 Doigts estaba en 225 Roy East st, en Montreal. Después, se trasladaron a un nuevo centro de creación ubicado en el edificio del antiguo Museo de la Risa, en el bulevar Sain-Laurent 2111 del Barrio de los espectáculos, cuyas obras de acondicionamiento tuvieron un valor de más de 16 millones de dólares.

## Trayectoria artística
Durante su trayectoria, Les 7 Doigts ha creado y dirigido diversas producciones propias que han girado por diferentes países del mundo y representado frente a millones de espectadores. En 2004, su espectáculo Loft se presentó en la inauguración del Circus Arts City TOHU de Montreal. El espectáculo Traces se presentó en los Juegos de la Mancomunidad en Australia, en 2011 se presentó durante un año en el Union Square Theatre de Nueva York, y ha sido ganador de cuatro Premios Tony.  
The Fibonacci Project, nació como una creación multidisciplinar cooperativa internacional, que fusiona circo, danza, teatro, video y música, basado en varias residencias artísticas, en la que el espectáculo y su contenido evolucionan en función de los artistas involucrados en el escenario, sus habilidades y de las reacciones del público. Las residencias artísticas se han realizado en Ciudad de México, Montreal, Igluulik, Copenhague, Barcelona, Buenos Aires, Marrakechy Australia.
En 2012, Séquence 8 se estrenó en el Festival Montréal Complètement Cirque, y AMuse en la celebración de los 60 años del Auditorio Nacional de México. Le Murmure du coquelicot fue creada para iniciar la temporada de 2013 del Teatro de Nouveau Monde de Montreal. Cuisine & Confessions fue el espectáculo que abrió la 16.ª edición de la CINARS Biennale.
En 2014, con Intersection se inauguró el Festival Montréal Complètement Cirque, y el espectáculo Patinoire se mostró durante un mes en el Festival de Aviñón de ese mismo año. Luego, en 2016, The Circus Princess, una adaptación de la opereta de Emmerich Kálmán se presentó en el Moscow Musical Theater como el primer espectáculo de circo en ese escenario.
Con Bosch Dreams, Les 7 Doigts junto al Theatre Republique de Copenhague rindieron homenaje en 2016, al pintor El Bosco, con motivo del 500 aniversario de su muerte; obra que también se presentó en 2017, en el Festival Québec à La Villette, y  en 2019 en el Festival Montréal Complètement Cirque.
Su creación Réversible fue el primer espectáculo de circo de origen canadiense en presentarse en la sala Bataclan de París, luego de su reapertura y renovaciones a raíz de los ataques terroristas del 13 de noviembre de 2015. En 2017, para celebrar el 375 aniversario de Montreal, crearon la experiencia inmersiva de tres horas, Vice & Vertu, que tuvo lugar en la cúpula de la Société des arts technologiques (SAT) de la ciudad.
En 2019, junto a Artcirq (un colectivo circense de Igloolik) y Taqqut Productions de Iqaluit, llevaron al escenario la producción Unikkaaqtuat, inspirada en mitos inuit del Ártico en peligro de extinción, que incluyó como parte del elenco a artistas inuit. Se representó en dos idiomas, inglés y inuktitut. Este espectáculo formó parte de la primera temporada del Indigenous Theatre del National Arts Centre en Ottawa y fue uno de los nueve proyectos que recibieron financiación del National Creation Fund.
En 2020, fueron nombrados como la compañía oficial de entretenimiento de los cruceros de Virgin Voyages, para la que han creado espectáculos como Ships in the Night o una versión de Romeo y Julieta, llamada Duel Reality. Este último, además, pasó a ser parte de las giras de la compañía desde 2023 y se ha representado en diferentes ciudades como Montreal, Mónaco, Dijon, Marsella o Madrid.
Además, han realizado colaboraciones artísticas con otras compañías y espectáculos de Broadway o del Cirque du Soleil. Han participado en otros eventos especiales, como en la ceremonia de apertura de los Juegos Olímpicos de Sochi 2014. También, han recibido diferentes premios y reconocimientos por su trabajo.
Por otro lado, Les 7 Doigts realizan investigación y composición musical para sus producciones. Lanzaron en formato CD la banda sonora de Loft (2002), La Vie (2007), Psy (2010); y en formato streaming, la de Réversible y de Passangers.

## Obra

### Espectáculos propios
- 2002 - Loft.[76][77][78][79]
- 2006 - Traces.[80][81][82][83]
- 2007 - The Fibonacci Project.[2][84][85][86]
- 2007 - La Vie.[87][88][89][90][91][92]
- 2009 - Psy.[93][94][95][96][97][98]
- 2011 - Patinoire.[99][100][101][102][103]
- 2012 - Séquence 8.[32][104][105][106][107]
- 2012 - AMuse.[33][34][108]
- 2013 - Le Murmure du coquelicot.[35][36][37][109]
- 2014 - Cuisine & Confessions.[6][110][111][112][113][114]
- 2014 - Intersection.[115][116]
- 2015 - Triptyque.[117][118]
- 2016 - The Circus Princess.[43][44][119][120]
- 2016 - Bosch Dreams.[121][122][123][124][125]
- 2016 - Réversible.[126][127][128][129][130][131]
- 2017 - Vice & Vertu.[52][53][54][132][133][134]
- 2018 - Passagers.[3][135][136][137][138][139]
- 2018 - Temporel.[140][141]
- 2019 - Unikkaaqtuat.[55][56][57][58][60][142]
- 2021 - Dear San Francisco: A High-Flying Love Story.[143][144][145]
- 2021 - Duel Reality.[62][66]

### Colaboraciones artísticas
- 2009 - Crime. Dirección y actuación. Escuela Nacional de Circo de Montreal.
- 2010 - Il fait dimanche. Dirección. Escuela Nacional de Circo de Montreal.
- 2013 - Pippin. Coreografía e integración del circo en la reposición de Broadway del musical Pippin.[146]
- 2013 - Queen of the Night. Creación los elementos circenses. Diamond Horseshoe de Nueva York.[147][148]
- 2015 - Peter Pan 360. Coreografía y dirección de movimiento. Threesixty Theatre, Estados Unidos.[149]
- 2015 - Darcy Oake, Edge of reality. Dirección del programa itinerante.
- 2016 - Paramour. Dirección acrobática y coreografía. Cirque du Soleil.[150]
- 2017 - Crystal. Dirección. Cirque du Soleil.[151]

### Eventos especiales
- 2006 - Ceremonia de clausura de los Juegos Olímpicos de Turín.[152][153]
- 2006 - Governor General's Awards. Canadá.[154]
- 2008 - The Royal Variety Charity.[155]
- 2010 - Ceremonia de inauguración de los Juegos Olímpicos de Vancouver.[153]
- 2011 - Celebraciones del Día de Canadá, en presencia del Guillermo y Catalina de Cambridge. Ottawa.[156]
- 2011-2012 - Actuaciones en America's Got Talent.[157]
- 2012 - 84.ª edición de los Premios Óscar.
- 2013 - Le Plus Grand Cabaret du monde.[158]
- 2014 - The Naked Truth. Desfile de Bench. Manila.[159][160]
- 2014 - Festival de Luces. Colombia.[161]
- 2014 - Ceremonia de apertura de los Juegos Olímpicos de Sochi.[72]
- 2015 - C2 Montreal.
- 2016 - Celebraciones del Día de Canadá, en presencia de Justin Trudeau. Ottawa.[162]
- 2017 - Under the Stars. Desfile de Bench, Manila.[163][164]
- 2017 - ÎleSoniq Festival. Montreal.[165][166]

## Premios y reconocimientos
- 2003 - Premio Nikulin del Festival Mondial du Cirque de Demain de París, por un número de diábolo interpretado por Patrick Léonard y Sébastien Soldevila.
- 2007 - Medalla de Oro del Festival Mondial du Cirque de Demain de París, por un número cuerpo a cuerpo coreografiado por Shana Carroll e interpretado por Sébastien Soldevila y Émilie Bonnavaud.
- 2008 - Nominaciones al premio Drama Desk a coreografía sobresaliente y a experiencia teatral única, por Traces.[167]
- 2009 - Medalla de Oro del Festival Mondial du Cirque de Demain de París, por la dirección del acto de trapecio de Emma Henshall por Shana Carroll.
- 2010 - Tres premios canadienses de fotografía de artes aplicadas por el cartel de PSY, realizado por Varial Studio.[168]
- 2011 - Top 10 de obras de teatro y musicales de la revista Time, por Traces.
- 2012 - Off Broadway Alliance Awards, al Mejor evento especial, por Traces.[169]
- 2012 - Prix du CALQ, por la gira canadiense y estadounidense de Traces.[170]
- 2012 - Medalla de Oro del Festival Mondial du Cirque de Demain de París, por un número chino (un extracto del espectáculo Psy) interpretado por Héloïse Bourgeois y William Underwood.[171]
- 2013 - Premio Drama Desk, en la categoría Experiencia Teatral Única, por Queen of the Night.[172]
- 2013 - 4 Premios Tony,[173] 4 premios Drama Desk,[174] 7 premios Outer Critic Circle,[175] por el espectáculo Pippin.
- 2015 - Premio Artistes pour la Paix. Montreal.[176][177]
- 2016 - Grand Prix du Conseil des arts de Montréal, co-ganadores junto al Musée d'Art Contemporain de Montréal.[178][179]
- 2019 - Prix du gestionnaire culturel de la chaire de gestion des arts Carmelle et Rémi-Marcoux de HEC Montréal.[180]
- 2023 - Orden del Arte y las Letras de Quebec.[181]

## Galería

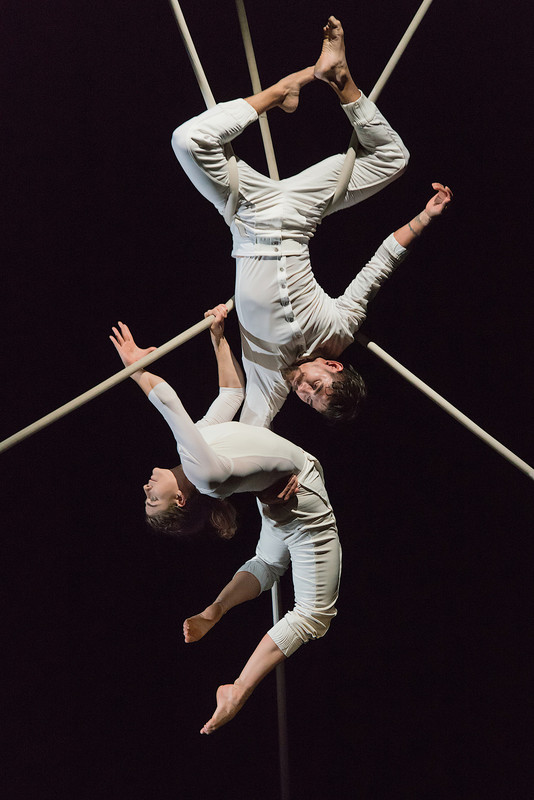
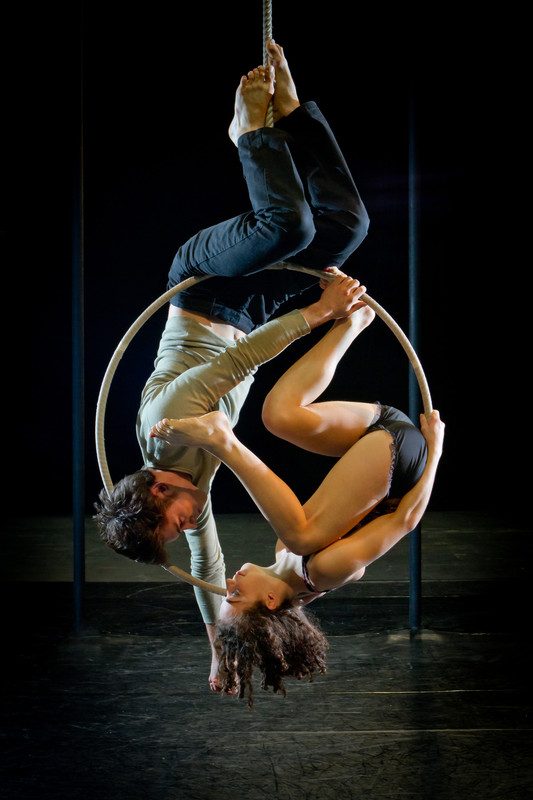
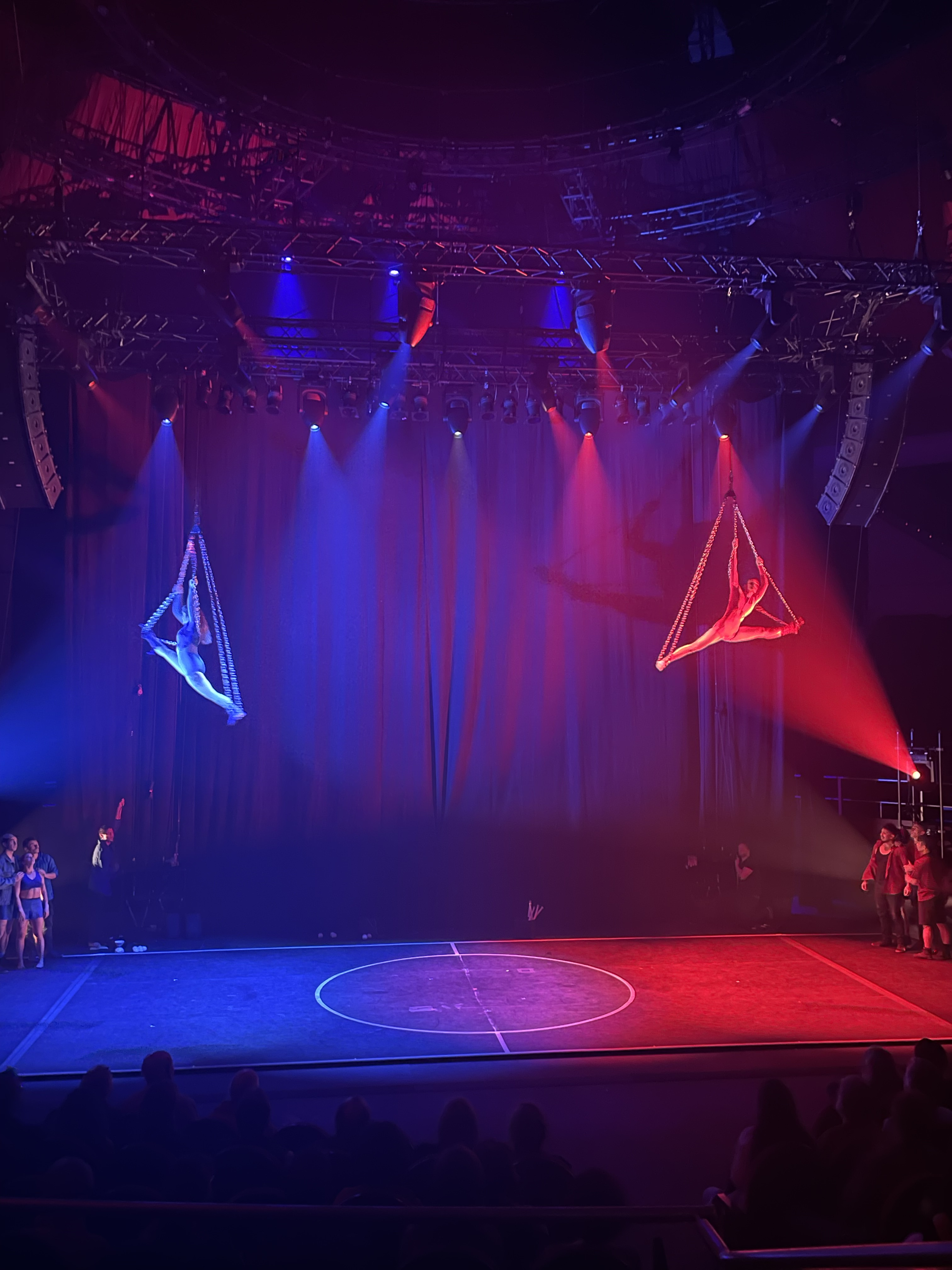
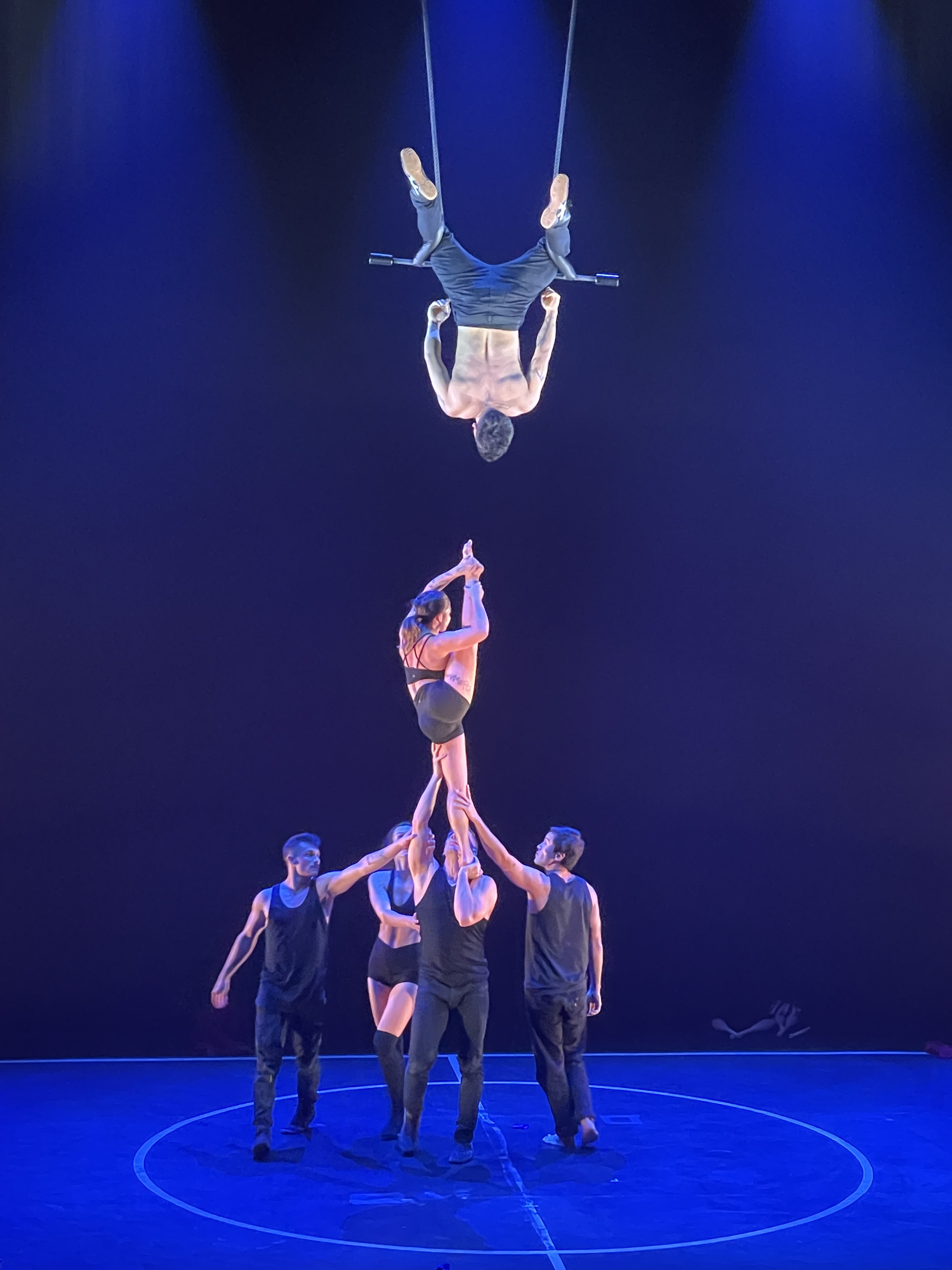
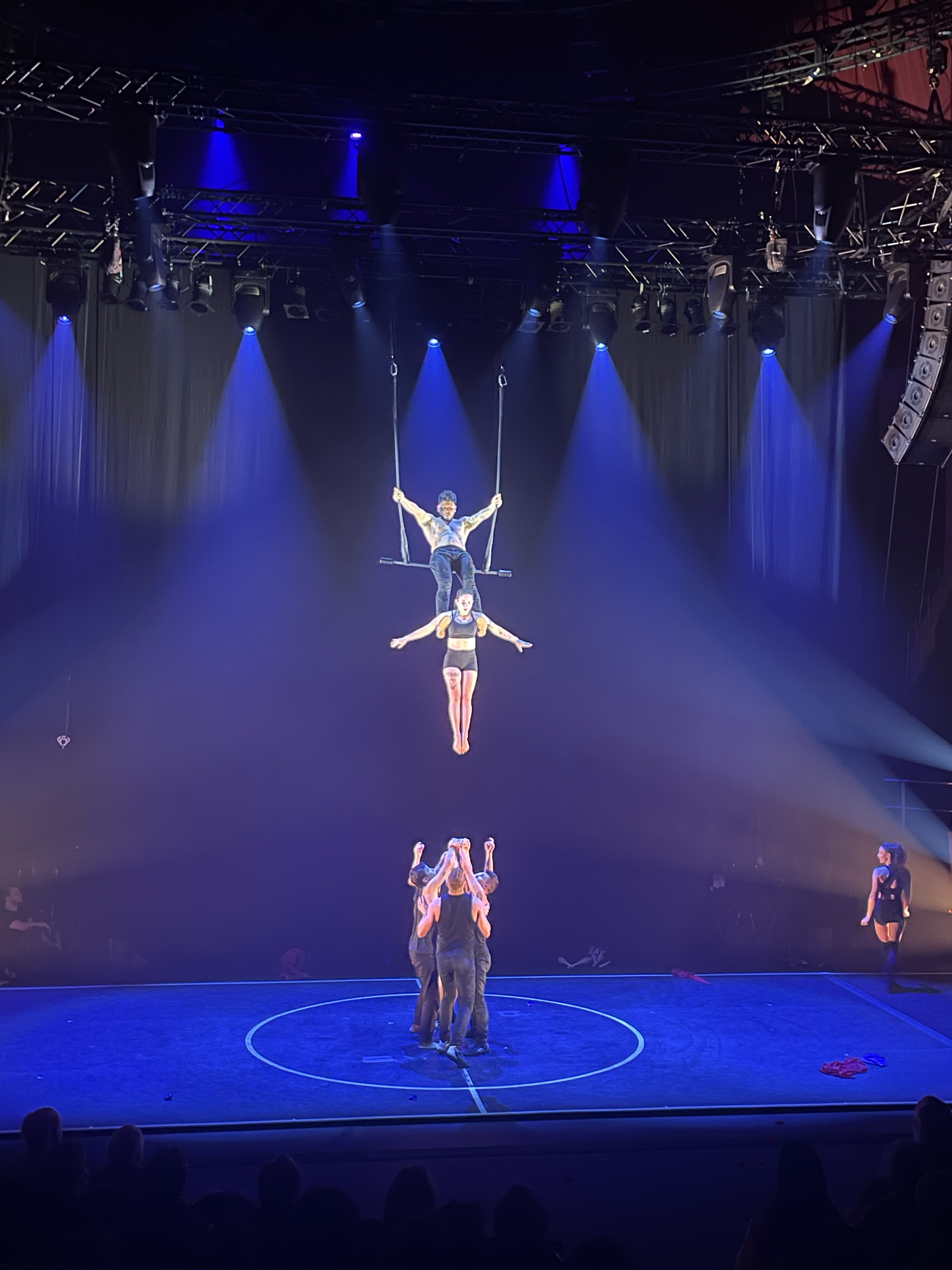
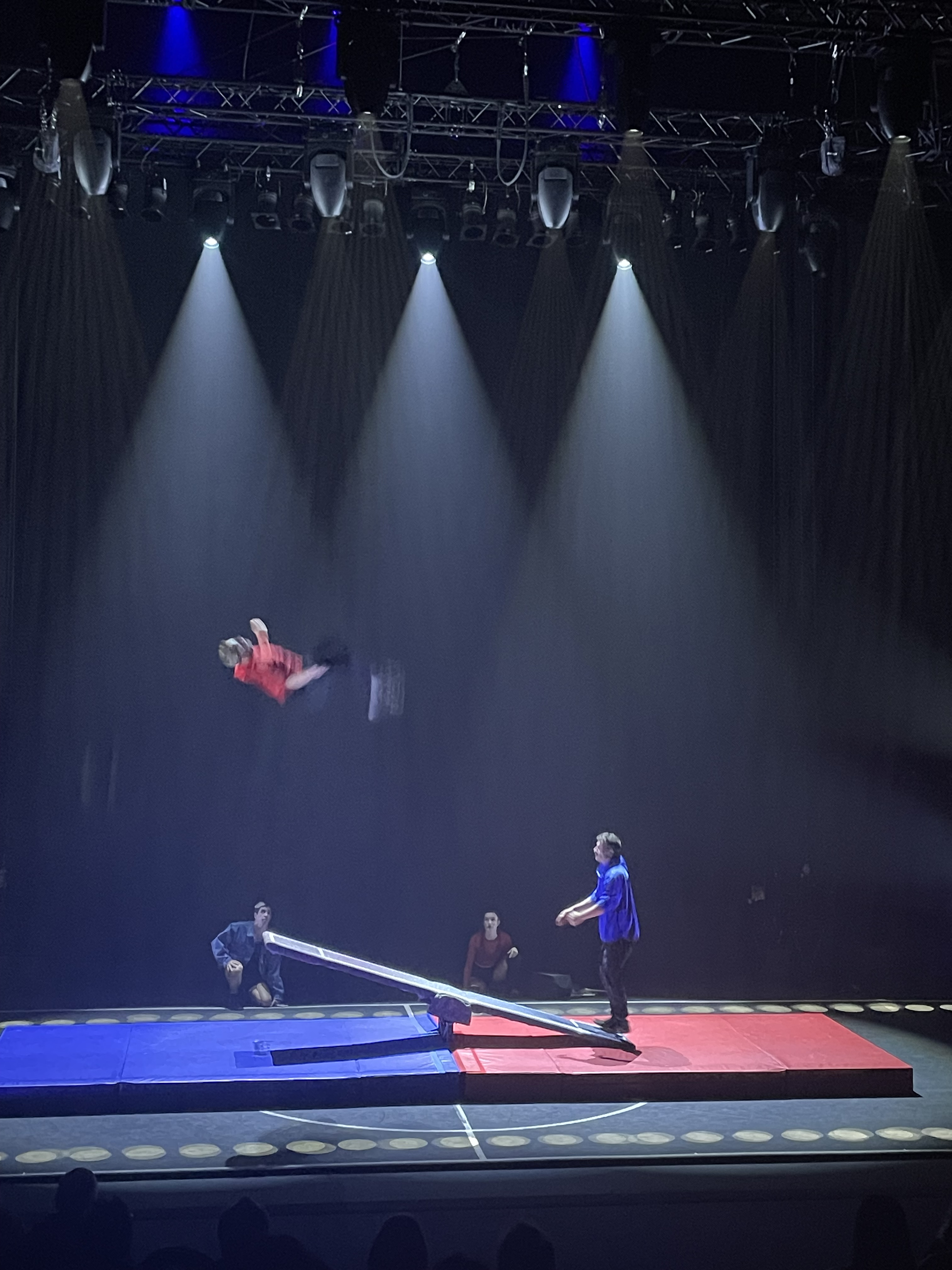
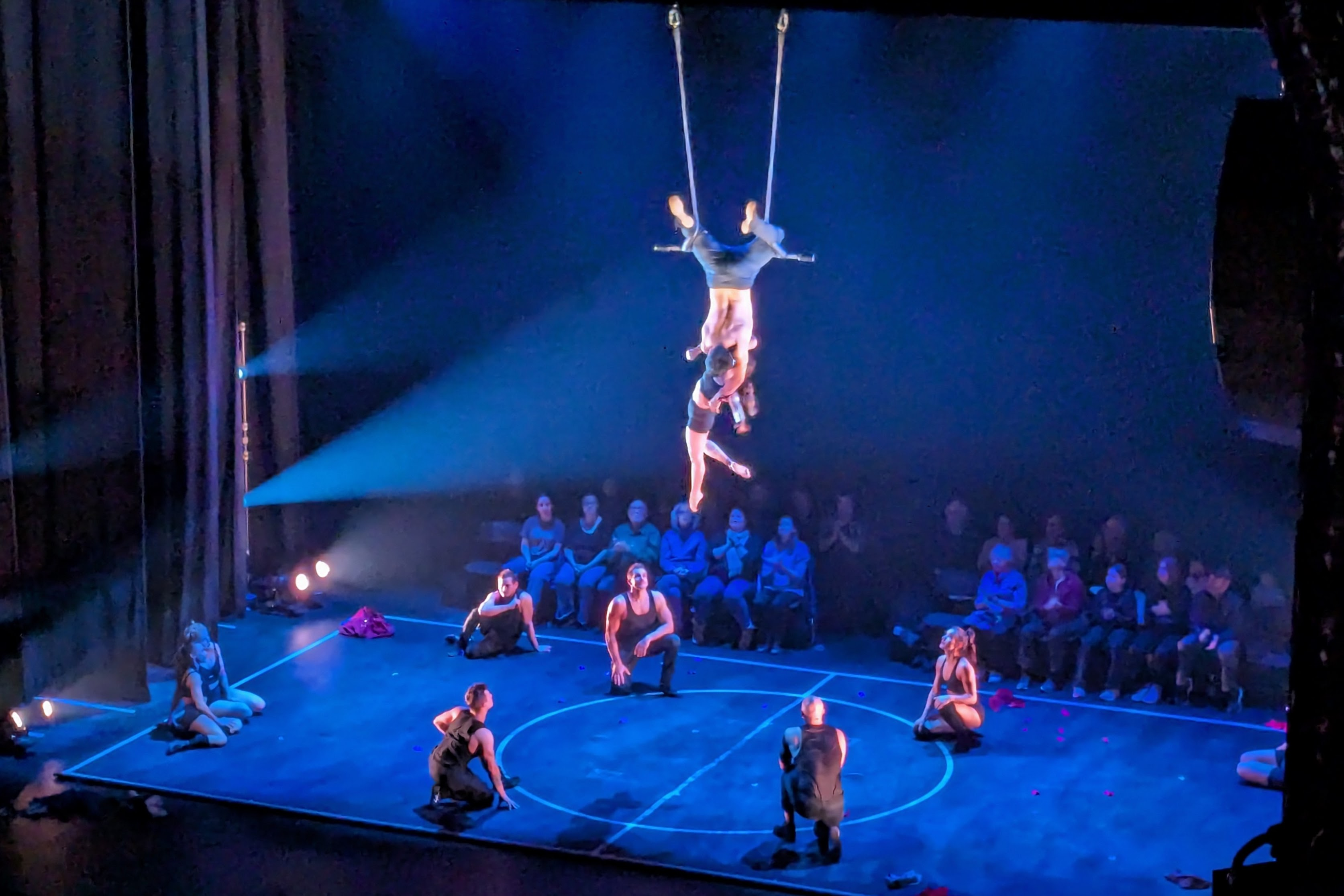
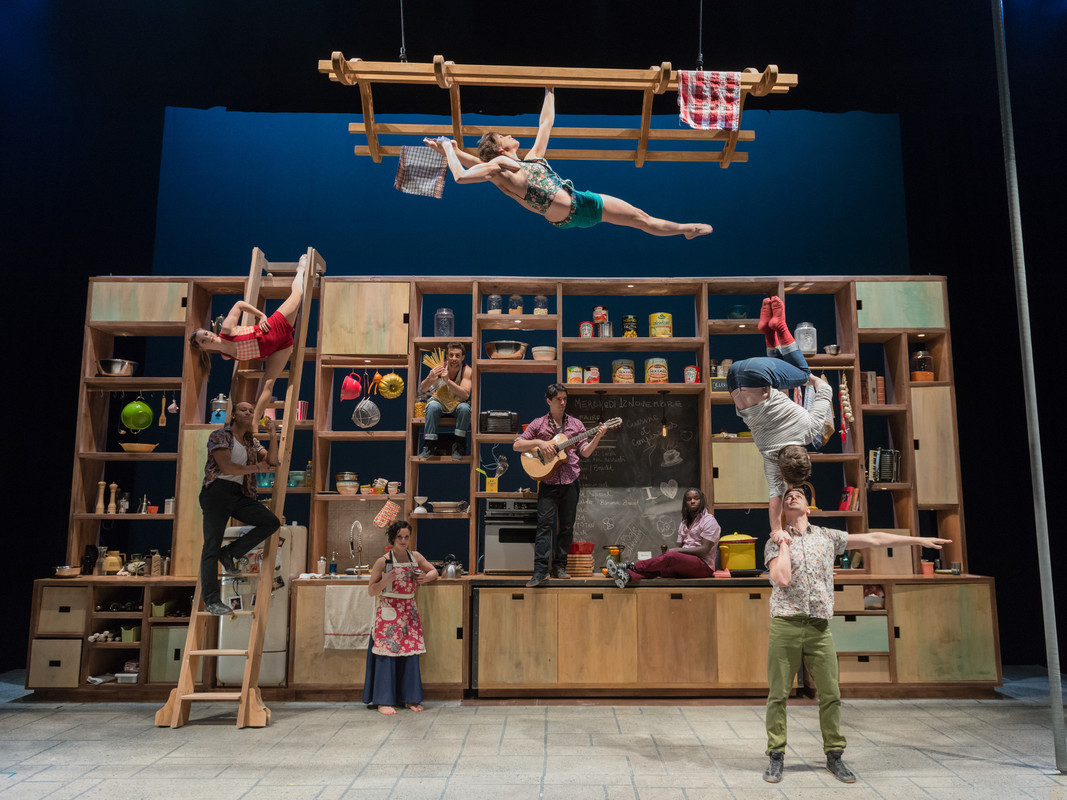
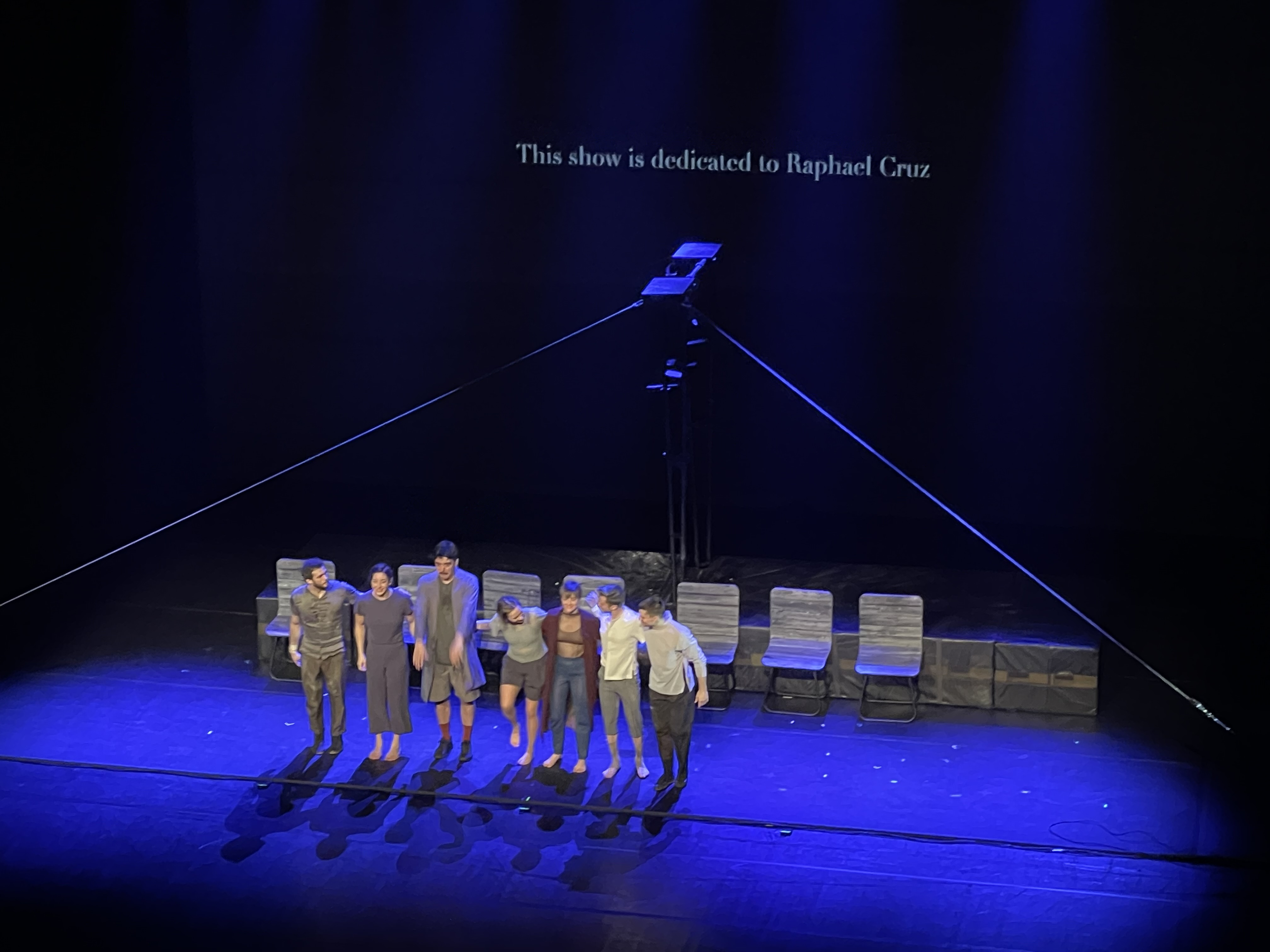
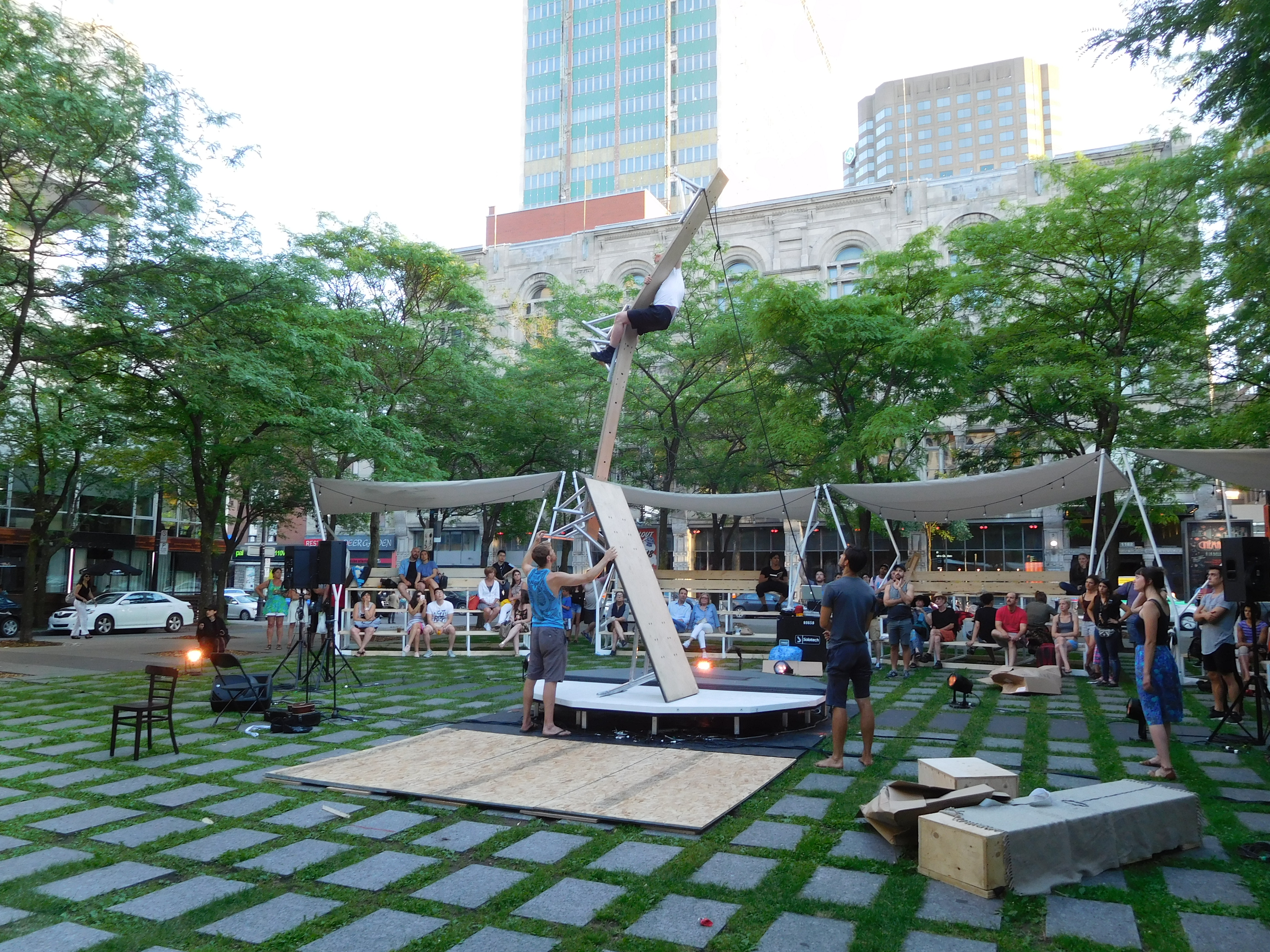
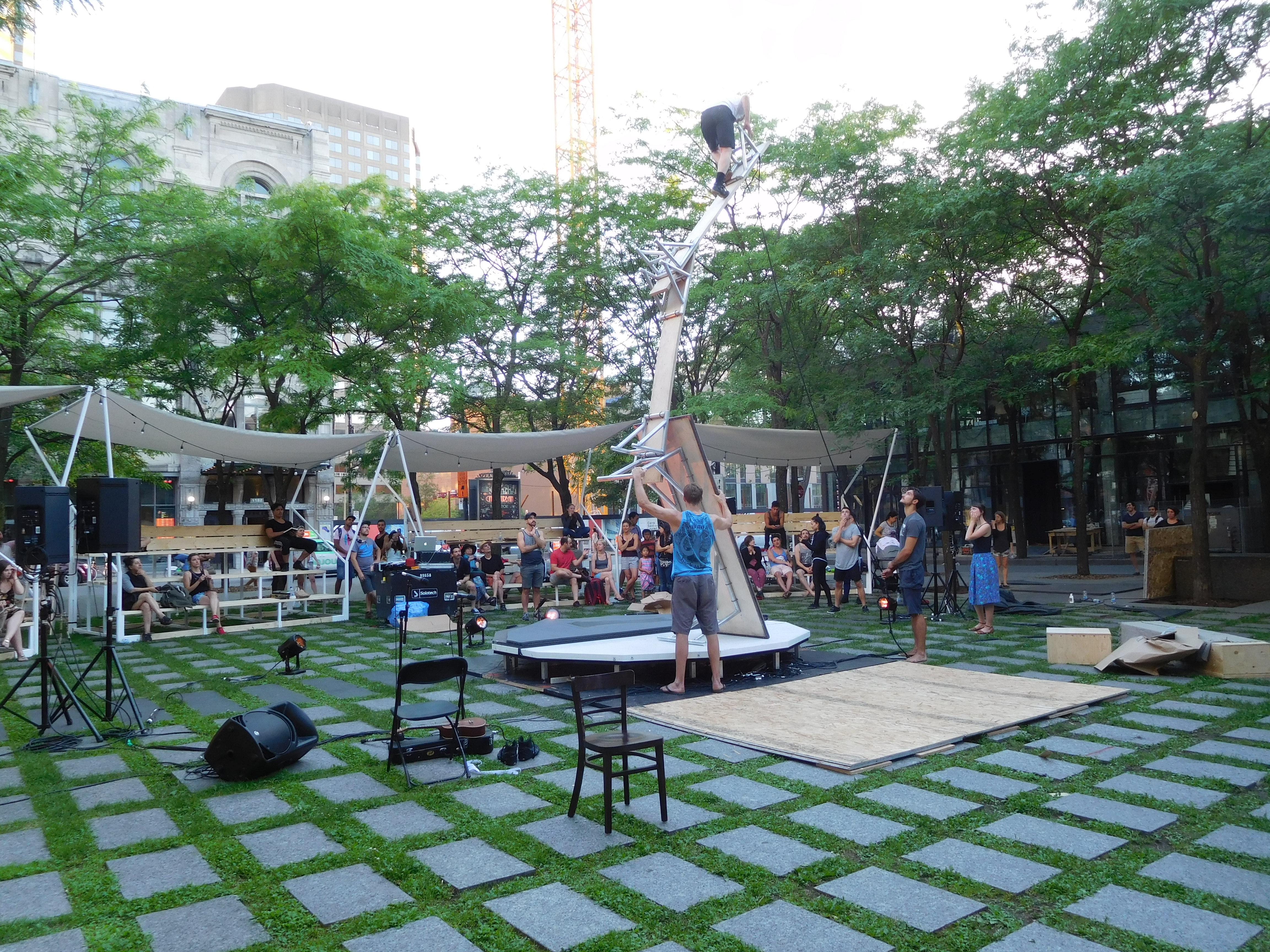
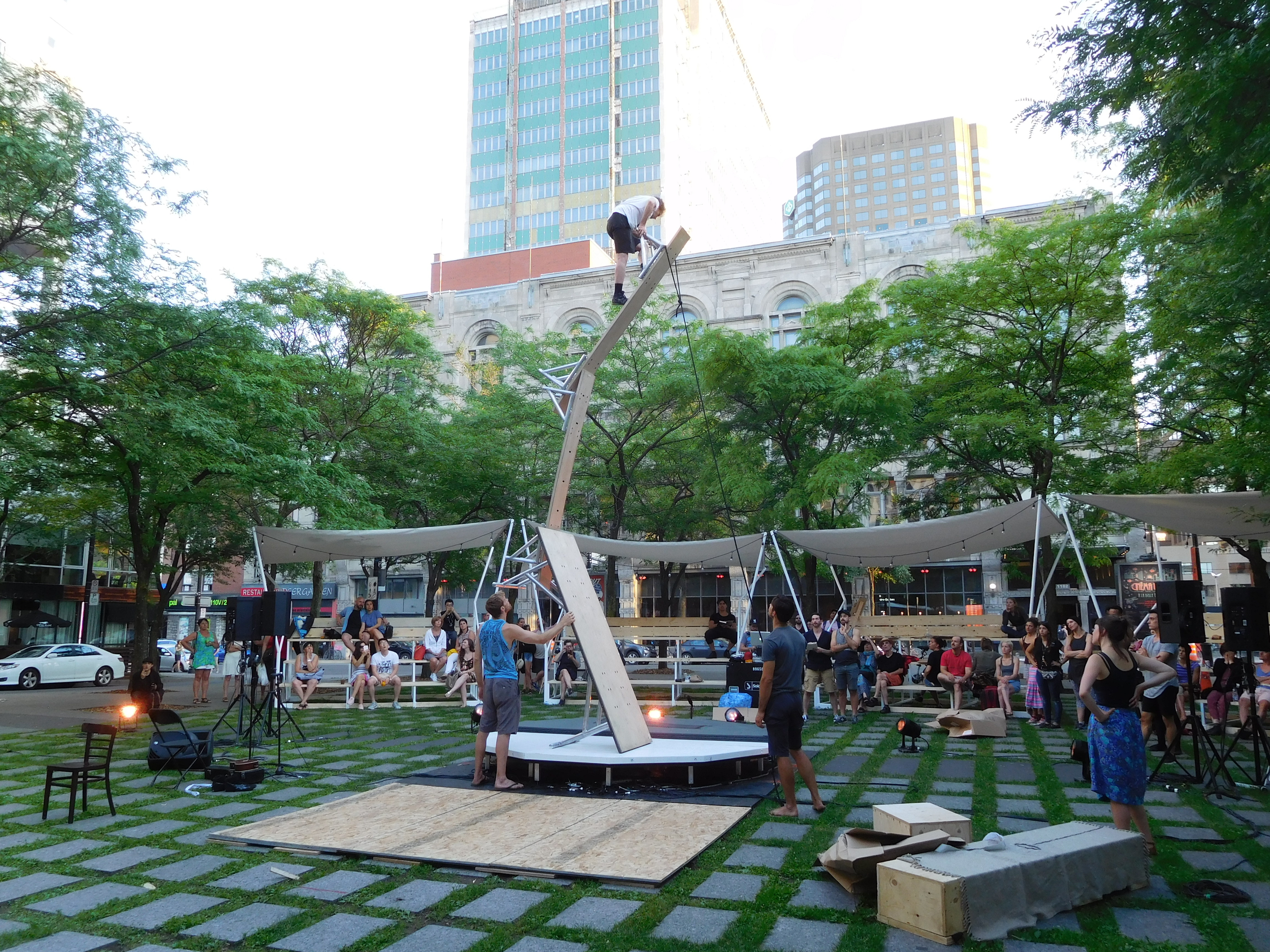